# Dalslandsbanen
Dalslandsbanen er det tidligere navn for en svensk jernbane, der er anlagt mellem grænsen til Norge i Kornsjø og Mellerud. 
Banen blev anlagt i 1879 af private, primært norske, kræfter, hvorved der blev skabt forbindelse til Gøteborg. Nu hører strækningen under det statslige svenske jernbaneselskab og indgår i Norge/Vänernbanen, der går hele vejen mellem Gøteborg og den norske grænse. I forhold til den oprindelige strækning er der foretaget nogle mindre ændringer, der gør den 5 km kortere end oprindeligt, men banen følger fortsat en temmelig snoet rute.